# Петър Габровски
 Тази статия е за десния политик, министър.  За социалиста и фотограф вижте Петър Габровски (фотограф).  
Петър Димитров Габровски е български политик, министър на вътрешните работи през 1940 – 1943 г. През септември 1943 г. за кратко ръководи правителството, но не е формално избиран за министър-председател на България.

## Биография
Петър Габровски е роден на 21 юли (9 юли стар стил) 1898 г. в Разград, но израства в Търново, където през 1916 година завършва средното си образование. През 1917 година завършва Школата за запасни офицери, след което участва в Първата световна война като взводен командир.
След войната Габровски завършва право в Софийския университет „Св. Климент Охридски“ (1923), специализира във Виенския университет (1924) и работи като адвокат в София. Член е на Висшия адвокатски съвет и на Управителния съвет на Съюза на българските адвокати.
През 1936 година Габровски е един от основателите и ръководител на националистическата организация Ратничество за напредък на българщината. По-късно напуска ратническата организация.
Петър Габровски е министър на железниците, пощите и телеграфите в четвъртото правителство на Георги Кьосеиванов (23 октомври 1939 – 15 февруари 1940) и министър на вътрешните работи и народното здраве в първото и второто правителство на Богдан Филов (15 февруари 1940 – 14 септември 1943). След смъртта на цар Борис III и назначаването на Богдан Филов за регент той временно председателства заседанията на 58-ото правителство на България.
След Деветосептемврийския преврат през 1944 г. Петър Габровски бяга в Турция и на 12 септември се явява в сградата на Българската екзархия в Истанбул, но турското правителство му дава тридневен срок да напусне страната. На 19 септември е арестуван и под британски натиск е екстрадиран в България, като по време на ареста си е подложен на остри нападки от британски и американски журналисти.
Габровски е сред осъдените на смърт от Народния съд. Той е екзекутиран на 1 февруари 1945 г. в София. През 1996 г. присъдата е отменена с Решение № 172 на Върховния съд.